# Онге (община)
Община Онге (на шведски: Ånge kommun) е разположена в лен Вестернорланд, североизточна централна Швеция с обща площ 3315 km2 и население 9548 души (към 31 декември 2013). Административен център на община Онге е едноименния град Онге.